# Parmotrema forsteri
Parmotrema forsteri är en lavart som beskrevs av Elix & R. W. Rogers. Parmotrema forsteri ingår i släktet Parmotrema och familjen Parmeliaceae.   Inga underarter finns listade i Catalogue of Life.